# فواز الخاطر
فواز الخاطر، لاعب كرة قدم قطري دولي سابق مثل أندية العربي ولخويا و الجيش وأم صلال ومعيذر .

## روابط خارجية
- فواز الخاطر على موقع قاعدة بيانات كرة القدم.إي يو (الإنجليزية)
- فواز الخاطر على موقع ناشيونال فوتبول تيمز (الإنجليزية)